# Le Mystère de la bête humaine
Pour les articles homonymes, voir The Beast Must Die.
Pour plus de détails, voir Fiche technique et Distribution.
Le Mystère de la bête humaine (The Beast Must Die) est un film britannique réalisé par Paul Annett, sorti en 1974.

## Synopsis
Millionnaire et chasseur réputé, Tom Newcliffe rassemble plusieurs invités dans son manoir, une authentique forteresse dont un sophistiqué réseau de télésurveillance épie chaque recoin. Du professeur expert en lycanthropie, au concertiste, en passant par un artiste maudit et à un diplomate en disgrâce, Newcliffe soupçonne l'un de ses convives d'être un loup-garou. S'il compte sur la prochaine nuit de pleine lune pour l'abattre et ajouter le plus redoutable des gibiers à son tableau de chasse, la créature le précède. Un à un, elle extermine ses invités.

## Fiche technique
- Titre : Le Mystère de la bête humaine
- Titre vidéo : Cinq griffes dans les ténèbres
- Titre original : The Beast Must Die
- Réalisation : Paul Annett
- Scénario : Michael Winder, d'après la nouvelle There Shall Be No Darkness, de James Blish
- Production : John Dark, Robert H. Greenberg, Max Rosenberg et Milton Subotsky
- Sociétés de production : Amicus Productions et British Lion Film Corporation
- Musique : Douglas Gamley
- Photographie : Jack Hildyard
- Montage : Peter Tanner
- Décors : John Stoll
- Costumes : John Hilling
- Pays d'origine : Royaume-Uni
- Format : Couleurs - 1,66:1 - Mono - 35 mm
- Genre : Action, horreur
- Durée : 93 minutes
- Date de sortie : avril 1974 (États-Unis)

## Distribution
- Calvin Lockhart : Tom Newcliffe
- Peter Cushing : le docteur Christopher Lundgren
- Marlene Clark : Caroline Newcliffe
- Anton Diffring : Pavel
- Charles Gray : Arthur Bennington
- Ciaran Madden : Davina Gilmore
- Tom Chadbon (en) : Paul Foote
- Michael Gambon : Jan Jarmokowski
- Sam Mansary : Butler
- Andrew Lodge : le pilote
- Carl Bohen : le premier chasseur
- Eric Carte : le second chasseur

## Autour du film
- Le tournage s'est déroulé aux studios de Shepperton.
- Dans la version originale, l'actrice Marlene Clark fut doublée par Annie Ross.
- D'après le réalisateur Paul Annett, le rôle de Caroline Newcliffe fut tout d'abord prévu pour Shirley Bassey. L'actrice n'étant pas disponible au moment du tournage, Marlene Clark fut choisie d'après une suggestion de l'acteur Calvin Lockhart.
- Le premier rôle devait initialement être confié à Robert Quarry, mais les producteurs le remplacèrent à la dernière minute par Calvin Lockhart, alors tête d'affiche de films tels que Le Casse de l'oncle Tom (1970), Melinda (1972) ou Uptown Saturday Night (en) (1974), dans le but de surfer sur la vague de la blaxploitation.